# La Haie-Fouassière
 La Haie-Fouassière  es una población y comuna francesa, situada en la región de Países del Loira, departamento de Loira Atlántico, en el distrito de Nantes y cantón de Vertou-Vignoble.

## Demografía
| 1813 | 1919 | 2157 | 2674 | 2911 | 3337 |
| Para los censos de 1962 a 1999 la población legal corresponde a la población sin duplicidades (Fuente: INSEE [Consultar]) |      |      |      |      |      |

## Deporte
Alrededor de la población se celebra anualmente la carrera ciclista Clásica de Loire-Atlantique.

## Ciudades hermanadas
- Los Corrales de Buelna